# Castell Ackergill
El castell d'Ackergill, també anomenat torre d'Ackergill, és un castell situat a la badia de Sinclair, a 4 km al nord de Wick, a la regió de les Highlands d'Escòcia. Construït a principis del segle xvi, està catalogat com a edifici protegit. Entre 2014 i 2019 l'edifici va ser usat com a lloc per a celebració de noces, abans de ser venut a la filantropa nord-americana Betsee Parker.

## Història
El castell va ser construït pel clan Keith, concretament per John Keith d'Inverugie, que havia heretat les terres on es va erigir l'any 1354, després de ser comprat a la família Cheynes. La torre d'Ackergill potser fou construïda abans, però s'esmenta per primera vegada l'any 1538.
Una llegenda explica la història d'una jove anomenada Helen Gunn, que va ser segrestada per John Keith per la seva bellesa. La noia es va llançar o va caure de la torre més alta per escapar del segrestador. Suposadament el seu fantasma encara es veu. Això va ser a la fi del segle xiv o principis del XV i es diu que va ser el veritable començament de totes les disputes entre els clans dels Gunns i els Keith, que va portar al final a l'anomenada batalla de Campions (1478), un combat judicial que va conduir a una massacre dels Gunns pels Keith a la capella de St. Tear, en un llogaret proper.
L'any 1547, membres del clan Sinclair van atacar i es van apoderar del castell. Maria de Guisa, llavors regent d'Escòcia, va atorgar la remissió dels Sinclair per això i va retornar el castell d'Ackergill als seus amos originaris. No obstant això, les rivalitats entre els clans van continuar, amb els Sinclair capturant novament el castell l'any 1556, per la qual cosa una altra volta se'ls va concedir la remissió.
L'any 1593, Robert Keith, germà de William Keith, sisè comte de Marischal (que legítimament posseïa la torre), es va apoderar d'Ackergill per la força, per la qual cosa va ser declarat rebel, i el castell va ser retornat al comte. L'any 1598, un altre Keith, John Keith de Subster, va atacar la torre en plena nit, sorprengué els seus ocupants i capturà el lloc.
L'any 1612, els Sinclair van adquirir la torre d'Ackergill una vegada més, en aquesta ocasió usant mitjans legals, quan Marischal la va vendre al comte de Caithness, que acabaria rendint el castell l'any 1623.
El 1651, es creu que Oliver Cromwell va usar el castell d'Ackergill per aquarterar les seves tropes durant el setge al castell de Dunnottar de Keith, quan estava buscant els honors d'Escòcia. L'any 1676, John Campbell, segon comte de Breadalbane, va prendre possessió del castell en paga dels deutes que li devien els Sinclair.
John Campbell el posà a la venda l'any 1699, i sir William Dunbar, de Hempriggs, el va comprar. Els Dunbar hi van començar àmplies renovacions, inclosa l'addició d'una extensió inclinada a la torre. A mitjan segle xix, l'arquitecte David Bryce va fer nous arranjaments sota contracte de George Sutherland Dunbar, setè Lord Duffus. L'any 1963, Maureen Blake es va convertir en la vuitena baronessa de Hempriggs i en administradora principal del recinte, que va vendre el 1986. El castell va patir dos anys de treballs de restauració abans d'obrir com a hotel exclusiu i lloc de negocis. Va ser revenut l'any 2009 a l'empresa Amazing Venues, que l'adquirí per reconvertir-lo en hotel de luxe i centre d'esdeveniments i noces, invertint 2 milions de lliures en les millores. Va ser venut l'any 2019 a la nord-americana Betsee Parker, i tornà a ser d'ús privat.